# Шаманка (Бурятія)
Шаманка (рос. Шаманка) — селище Курумканського району, Бурятії в Росії. Входить до складу Сільського поселення Сахулі.
Населення — 192 особи (2015).

## Географія
Селище розташовано по східній стороні Баргузинского тракту, на правобережжі річки Шаманки, за 3,5 км на північний захід від місця її впадіння в Баргузин, в 8 км на північний схід від центру сільського поселення — села Сахулі.